# هائو شوای
هائو شوای (انگلیسی: Hao Shuai؛ زادهٔ ۱ اکتبر ۱۹۸۳) یک بازیکن تنیس روی میز اهل جمهوری خلق چین است. 
وی در مسابقات کشوری و بین‌المللی در مجموع برنده ۱ مدال طلا، ۲ مدال نقره، ۲ مدال برنز شده‌است.